# Temporada 1996 del Campeonato de Galicia de Rally
La temporada 1996 fue la edición 18º del Campeonato de Galicia de Rally. Comenzó el 22 de marzo en el Rally do Albariño y terminó el 20 de octubre en el Rally de La Coruña.

## Calendario
| N.º | Fecha               | Rally                                        | Series | Resultados |
| --- | ------------------- | -------------------------------------------- | ------ | ---------- |
| 1   | 22-23 de marzo      | 5.º Rally do Albariño                        |        | Resultados |
| 2   | 13 de abril         | 13.º Rally de Noia                           |        | Resultados |
| 3   | 4 de mayo           | 30.º Rally do Lacón                          |        | Resultados |
| 4   | 18 de mayo          | 10.º Rally Botafumeiro                       |        | Resultados |
| 5   | 1-2 de junio        | 17.º Rally Narón Indunor                     |        | Resultados |
| 6   | 21-22 de junio      | 29.º Rally de Ourense                        | España | Resultados |
| 7   | 6-7 de julio        | 1.º Rally Villa de Lalín                     |        | Resultados |
| 8   | 21 de julio         | 32.º Rally Rías Baixas                       |        | Resultados |
| 9   | 8 de septiembre     | 3.º Rally de Porriño                         |        | Resultados |
| 10  | 21-22 de septiembre | 27.º Rally de Ferrol                         |        | Resultados |
| 11  | 5-6 de octubre      | 18.º Rally San Froilán                       | España | Resultados |
| 12  | 19-20 de octubre    | 14.º Rally Internacional Ciudad de La Coruña | España | Resultados |

## Clasificación
| Pos. | Piloto                  | 1 ALB | 2 NOI | 3 LAC | 4 BOT | 5 NAR | 6 OUR | 7 LAL | 8 RBX | 9 POR | 10 FER | 11 SFR | 12 COR | Ptos. |
| ---- | ----------------------- | ----- | ----- | ----- | ----- | ----- | ----- | ----- | ----- | ----- | ------ | ------ | ------ | ----- |
| 1.   | Germán Castrillón       |       | 1     |       | Ret   | 1     | 6     |       | Ret   |       | 1      | 1      | 3      |       |
| 2.   | Pedro Luis Castañón     |       | 6     | Ret   | 2     |       | Ret   | 7     |       |       | 5      | 5      | 11     |       |
| 3.   | Germán Gómez Fortes     |       |       |       |       | 9     | 11    |       | Ret   | Ret   |        | 10     | 8      |       |
| 4.   | Ramón Santiso           |       |       |       | 4     |       |       | 3     |       |       | 12     | 6      | Ret    |       |
|      | Javier Paz              | 1     |       | 1     |       |       |       | 1     | 6     | 1     |        |        |        |       |
|      | Miguel Dopico           |       | 2     |       | 1     | Ret   |       |       | Ret   |       | Ret    |        |        |       |
|      | Sergio Vallejo          |       |       |       | 3     |       | 8     |       | 1     |       |        | 2      | 5      |       |
|      | Manuel López Castrillón |       |       |       |       | 3     |       |       |       |       | 2      |        |        |       |
|      | Manuel Varela           | 3     | 5     |       |       |       |       |       |       |       | Ret    |        |        |       |
|      | Francisco Blanco        |       |       | 2     |       |       |       | Ret   |       | 2     |        |        |        |       |
|      | Jorge Pérez             |       | 7     |       | 3     |       |       | 11    | Ret   | 3     | 3      | Ret    | 17     |       |
|      | Óscar Outeiriño         | 2     |       | Ret   |       |       |       |       |       |       |        |        |        |       |
|      | Arturo Rial             |       |       |       |       | 2     | Ret   |       | Ret   |       |        | Ret    | 7      |       |
|      | Julio Doce              |       |       |       |       |       |       |       |       |       | 4      |        |        |       |